# Schulpkamp
Schulpkamp is een wijk in de Gelderse stad Nijkerk.

## Geschiedenis
In deze wijk staat het rijksmonumentale Huize Brink, uit de eerste kwart van 19e eeuw.
Na de Tweede Wereldoorlog werd de nieuwbouwwijk gebouwd. Na de komst van bedrijventerreinen zoals Arkervaart, waren er meer woningen nodig. Schulpkamp werd gebouwd als wederopbouwwijk. Tevens werden in deze wijk de eerste flats gebouwd van de stad. Dat was goedkoper. In de jaren 80 werd de wijk uitgebreid met de bouw van Nautena. Het stuk wijk dat tegen de N301 aanligt.
In de wijk liggen veel straten met namen van (oud-)burgemeesters, zoals de Van den Steen van Ommerenstraat, de Burgemeester Hoekstrastraat en de Burgemeester Stamstraat. Ook is er de Kardinaal Alfrinklaan, de De Ruyterstraat en de Professor Eijkmanstraat. De hoofdstraat van de wijk is de Schulpkamp, genoemd naar de wijk.
De naoorlogse flats werden in het najaar van 1998 weer afgebroken. Ze werden vervangen door onder meer eengezinswoningen.

## Grenzen
De wijk grenst aan de andere wijken Arkervaart, Bruins Slotlaan, Centrum, Rensselaer en Corlaer.
De grenzen van de wijk liggen, vanaf het noorden met de klok mee:
- Leeg stuk zonder weg
- Havenstraat
- Koetsendijk
- Torenstraat (N798)
- Callenbachstraat (N798)
- Rotonde Callenbachstraat/Frieswijkstraat (N798)
- Frieswijkstraat (N798)
- Van Middachtenstraat (N301)
- Ambachtsstraat (N301)

Centrum · Schulpkamp · Rensselaer · Paasbos · Strijland · Beulekamp · Luxool · Hazeveld · Bruins Slotlaan · Corlaer · Groot Corlaer (Boerderijakkers · De Kamers) · De Bogen · De Terrassen · Doornsteeg · Het Spaanse Leger

Bedrijventerreinen:
Arkervaart · Watergoor · Spoorkamp · De Flier